# Dennis Weaver
Dennis Weaver, född 4 juni 1924 i Joplin, Missouri, död 24 februari 2006 i Ridgway i Ouray County, Colorado, var en amerikansk skådespelare och sångare.
Weaver hade biroller i filmer sedan tidigt 1950-tal. Weaver är mest känd för vilda västern-TV-serien Krutrök (Gunsmoke) (1955-1964) och deckarserien McCloud (1970-1977). Bland de filmer han medverkat i märks Steven Spielbergs första film Duellen (1971).
Han var ordförande för fackföreningen Screen Actors Guild 1973–1975.

## Filmografi (i urval)
- Revolverns lag (1952; Horizons West)
- Hämnaren från Sierra (1952; The Raiders)
- Hämnaren från fort Alamo (1953; The Man from the Alamo)
- Krutrök (TV-serie) (1955-1964; Gunsmoke)
- McCloud (TV-serie) (1970-1977; McCloud)
- Duellen (1971; Duel)
- Kampen om Colorado (TV-serie) (1978; Centennial)
- The Return of Sam McCloud (TV-film) (1989)